# Дуб Пугачёва
Дуб Пугачёва (луговомар. Пугачёв тумо) — крупный экземпляр дуба, произрастающий на территории массива «Кленовая Гора» национального парка «Марий Чодра» в Волжском районе, Республики Марий Эл, в 1 км к северо-западу от озера Конанъер. В апреле 2013 дереву был присвоен статус памятника живой природы.

## Возраст и биометрия
Высота дерева от поверхности земли составляет 26 метров, а диаметр ствола — 1,59 м. Согласно проведённым исследованиям, было выяснено, что дерево начало расти приблизительно в 1500 году (по другим оценкам — в 1650). Исследования, проведённые в 2013 году, показали, что дерево начало расти в 1600 году.

## Легенда
Согласно легенде, после поражения под Казанью в 1774 году, Емельян Пугачёв поднимался на крону дуба, откуда наблюдал горящую Казань. Предположительно, если эти события и происходили, то не могли быть связаны с этим деревом, так как в тот момент оно не было выдающимся по своему размеру. Возможно, легенда могла иметь отношение к другому большому дубу, росшему в окрестностях нынешнего дуба с приблизительно 1400-х годов по 1940-е, и спиленному после своей гибели в 1950-х.